# Asalto al banco de La Victoria de 1982
El asalto al banco en La Victoria de 1982 fue la primera acción armada del Movimiento Revolucionario Túpac Amaru (MRTA). 

## Antecedentes
El 1 de marzo de 1982, los miembros del Partido Socialista Revolucionario - Marxista Leninista (PSR-ML) y del Movimiento de Izquierda Revolucionaria - El Militante (MIR-EM) se reunieron para analizar la situación nacional e internacional. Producto de dicho análisis, llegaron a la conclusión que "las condiciones para el reinicio de la violencia revolucionaria" estaban dadas en el Perú. De esta forma, formaron el Movimiento Revolucionario Túpac Amaru (MRTA).

## Acontecimientos
El 31 de mayo de 1982, cinco subversivos del MRTA se apersonaron a la Agencia 46 del Banco de Crédito, que estaba custodiado por el guardia civil Jaime Champi Loayza. Entre los subversivos atacantes estaban Víctor Polay Campos, Néstor Cerpa Cartolini y Jorge Talledo Feria, alias "Camarada Daniel".
Al iniciar el asalto, Talledo se acercó a Champi y le apuntó con su revólver en las costillas mientras Polay Campos apuntaba a los empleados y clientes y Cerpa Cartolini cuidaba la puerta. Ante dicha situación, Champi empezó a forcejear con Talledo, disparando Champi contra el subversivo matándolo y cayendo con él al suelo. Ya en el suelo, Polay Campos le disparó a Champi tres veces y le golpeó en la cabeza con la cacha del revólver. Acto seguido, Polay Campos le quitó su arma a Champi y se dirigió hacia la ventanilla para sustraer el dinero. Con la suma de 10 millones de soles, Polay Campos y Cerpa Cartolini huyeron del lugar, dejando el cadáver de Talledo. Champi fue trasladado al Hospital de la Policía.
Dos años después del asalto, el MRTA reivindicó el accionar como "acción de combate". En la Facultad de Derecho de la Universidad Nacional Mayor de San Marcos (UNMSM), desconocidos pintarrajearon las pintas de Sendero Luminoso en dicha universidad y pusieron afiches con la imagen de Talledo.